# Victor Nicolas
Pour les articles homonymes, voir Nicolas.
Victor Edmond Nicolas, né à Brignoles le 2 février 1906 et mort à Montmeyan le 16 juillet 1979, est un sculpteur français.

## Biographie
Victor Nicolas est le fils de Bertin Nicolas (1879-1918), professeur de mathématiques mort pour la France,,, et de Victorine Tardieu (1878-1965), institutrice. Il est adopté pupille de la Nation. Il est le petit-fils de Fortuné Nicolas (1850-1920), juge de paix du canton de Tavernes, maire de Montmeyan de 1886 à 1892 et président du conseil d'arrondissement de Brignoles de 1895 à 1897. Il est l'arrière-petit-fils de Firmin Nicolas (1819-1902) et de Pierre Sicard (1825-1876), insurgés montmeyannais de 1851,.
Il est l'époux de Josette Béhar (1911-2011), sculptrice diplômée de l’École nationale supérieure des beaux-arts de Paris, dont il a un fils, Vincent Nicolas (1934-2009).
Il fait ses études au collège de Lorgues puis au lycée de Toulon, où il bénéficie d'une bourse d'encouragement aux artistes toulonnais.
Diplômé de l’École nationale supérieure des arts décoratifs de Paris, il est élève d’Hector Lemaire, Camille Lefèvre et de Pierre Seguin. Huit médailles obtenues entre 1924 et 1926.
Diplômé de l’École nationale supérieure des beaux-arts de Paris, section de sculpture ; il est élève de Jules Coutan, Paul Landowski et Auguste Carli entre 1926 et 1930. Lauréat du prix Destouches, Delage et Roux de l’Institut de France. Prix Chenavard de l’École nationale supérieure des beaux-arts et médaille du concours Sanzel. Élu président de la section des beaux-arts de l'Association générale des étudiants de Paris en 1928.
Trois fois lauréat au Salon des artistes français : mention honorable en 1929, médaille de bronze en 1933 et médaille d'argent en 1934. Deux fois logiste au prix de Rome de sculpture en 1930 et en 1933. Se perfectionne dans les ateliers des sculpteurs Henri-Édouard Lombard et Naoum Aronson.
Il installe son atelier à Montmeyan en 1930 dans l’ancienne chapelle du Saint-Esprit,. Il réalise sur concours de nombreux monuments dans le Var et les Alpes-Maritimes ; il réalise également des bustes et travaux divers qu'il expose plusieurs fois à la galerie Henri Gaffié à Nice. Entre 1946 et 1947, il est engagé par la ville de Nice comme sculpteur au service de l'architecture.
Élu conseiller municipal de Montmeyan et délégué sénatorial en 1935, il est mobilisé entre août 1939 et juillet 1940. Entré dans la Résistance – il appartient au Front national de la Résistance – il est désigné maire de Montmeyan en 1944, avant de devenir président du comité local de libération, et président de la commission municipale. Élu premier adjoint au maire de Montmeyan en 1945 et désigné juge de paix suppléant du canton de Tavernes en 1946.
Il est sculpteur statuaire jusqu'en 1954, puis il se met à peindre ; ses toiles et dessins sont exposés à plusieurs reprises à Artignosc-sur-Verdon et Draguignan entre 1955 et 1957. Nommé professeur de dessin en 1956 à l’École des beaux-arts de Toulon, il y enseigne jusqu’à l’âge de sa retraite en 1976,. Il meurt dans un accident de la route à Montmeyan. Il est inhumé au cimetière de Montmeyan.
Une plaque mémorielle est apposée sur son atelier de Montmeyan en 1980. Une exposition posthume, de ses peintures, dessins et sculptures lui est consacrée à Montmeyan en août et septembre 1981. Le XXIVe Salon des imagiers provençaux lui rend hommage de décembre 1981 à janvier 1982,. 

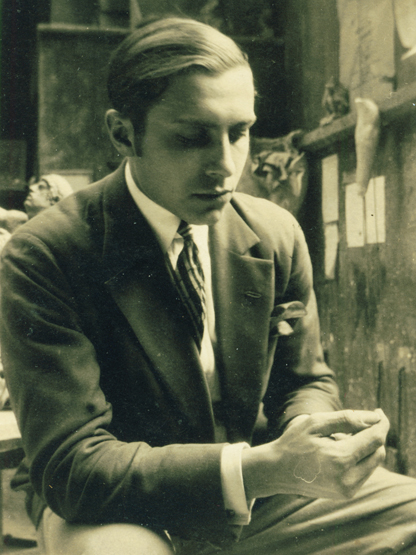
Victor Nicolas à l’École nationale supérieure des beaux-arts de Paris en mars 1927.

## Œuvres
- Monument[37],[Note 6] dédié à Jean Aicard, jardin Alexandre 1er, Toulon, 1931 (le buste en bronze a été détruit par les Allemands pendant l'occupation)
- Hommage au Soldat inconnu, bas-relief en plâtre, prix Roux de l'Institut de France, Paris, 1933
- Pêcheur ramassant ses filets, statue en plâtre, prix Chenavard de l’École nationale supérieure des beaux-arts, Paris, 1933
- Jacques Bonhomme, statue en plâtre, médaille d'argent au Salon des artistes français, Paris, 1934
- Monument[38],[39],[Note 7] dédié à François Raynouard, buste en marbre blanc, place Saint-Pierre, Brignoles, 1937
- Retenu pour l'exécution d'un monument[40] dédié au Général François Mireur, Escragnolles, sous la présidence de Paul Landowski, 1939
- Premier prix au concours national pour l'érection d'une statue équestre de Jeanne d'Arc à Nice, 1943
- La tragédie et La danse, deux statues monumentales[41] au théâtre de verdure, jardin Albert-Ier, Nice, 1947
- Monument dédié à Émilie Morel, La Martre, 1947
- Bas-relief[42] dédié au poète Charles Calais, Nice, 1948
- Monument[43],[44],[45],[46],[47],[48],[Note 8] dédié aux héros et martyrs du Bessillon[Note 9], Pontevès, 1949
- Réalisation de la médaille de la ville de Toulon, édition de la Monnaie de Paris, 1964

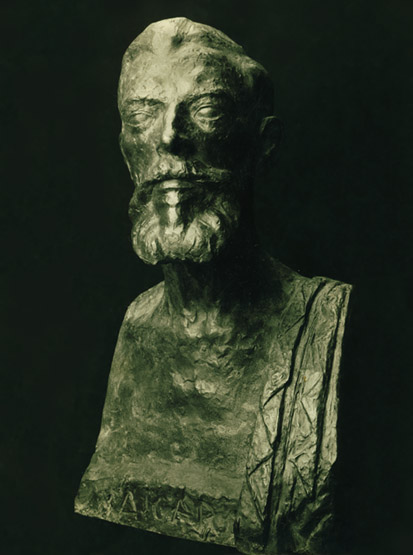
Monument à Jean Aicard, Toulon (détail du buste en bronze, 1931).
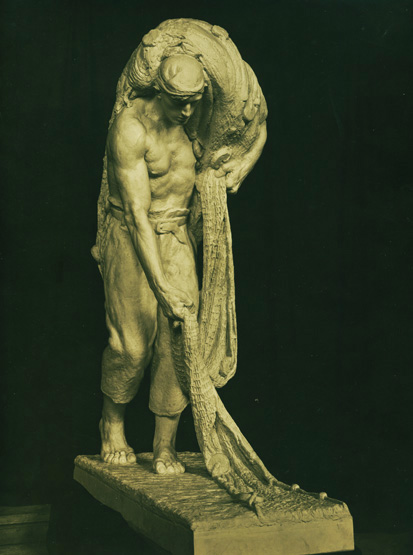
Pêcheur ramassant ses filets, prix Chenavard de l’École nationale supérieure des beaux-arts, Paris, (statue en plâtre, 1933).
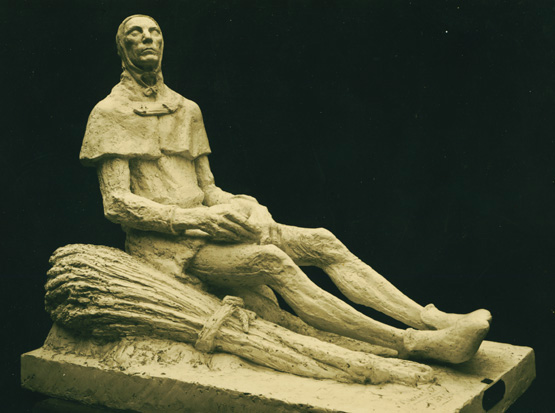
Jacques Bonhomme, médaille d'argent au Salon des artistes français, Paris (statue en plâtre, 1934).
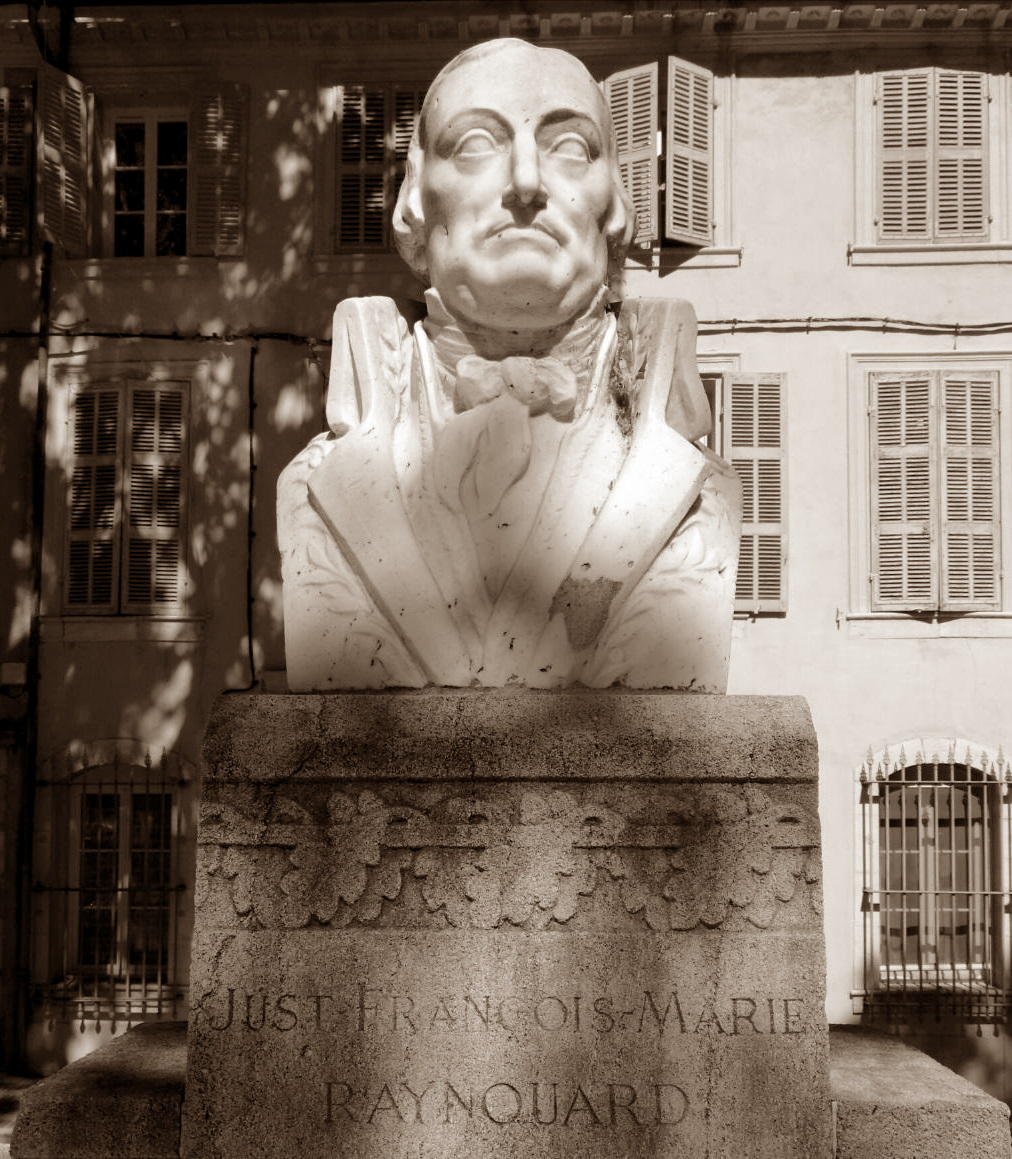
Monument à François Raynouard, Brignoles (détail du buste en marbre blanc, 1937).
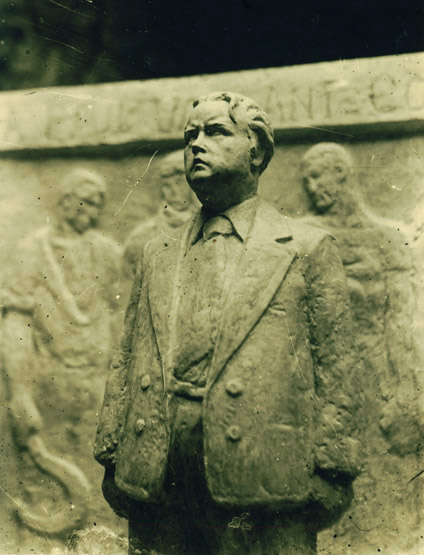
Projet d'un monument à Paul Vaillant-Couturier (maquette en plâtre, 1938).
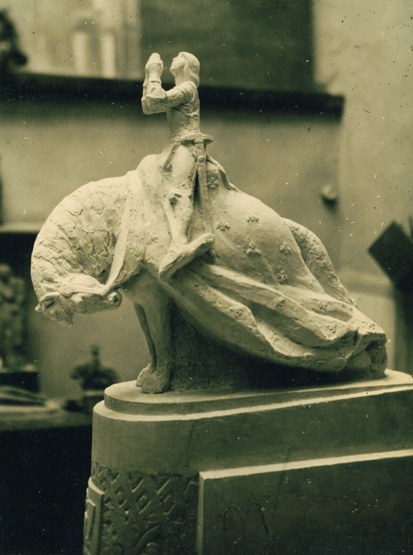
Statue équestre de Jeanne d'Arc (maquette pour le concours national, 1943).
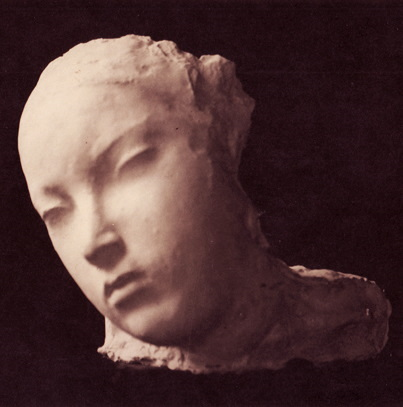
Masque de jeune fille (maquette en plâtre, 1946).
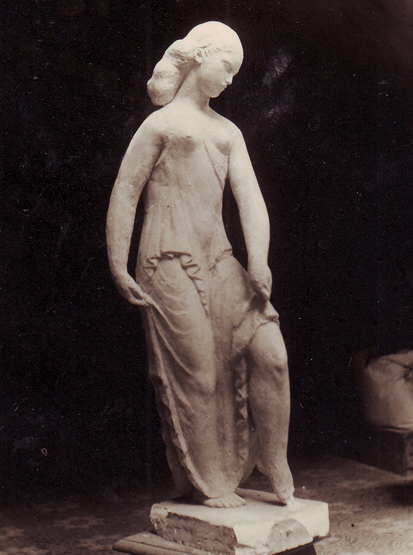
Statue La danse, théâtre de verdure, jardin Albert-Ier, Nice (maquette en plâtre, 1947).
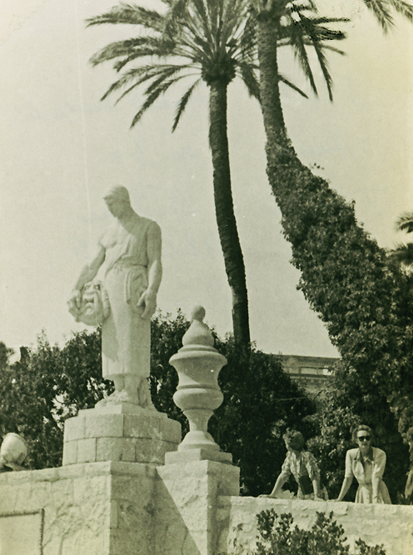
Statue La tragédie, théâtre de verdure, jardin Albert-Ier, Nice (statue monumentale, 1947).
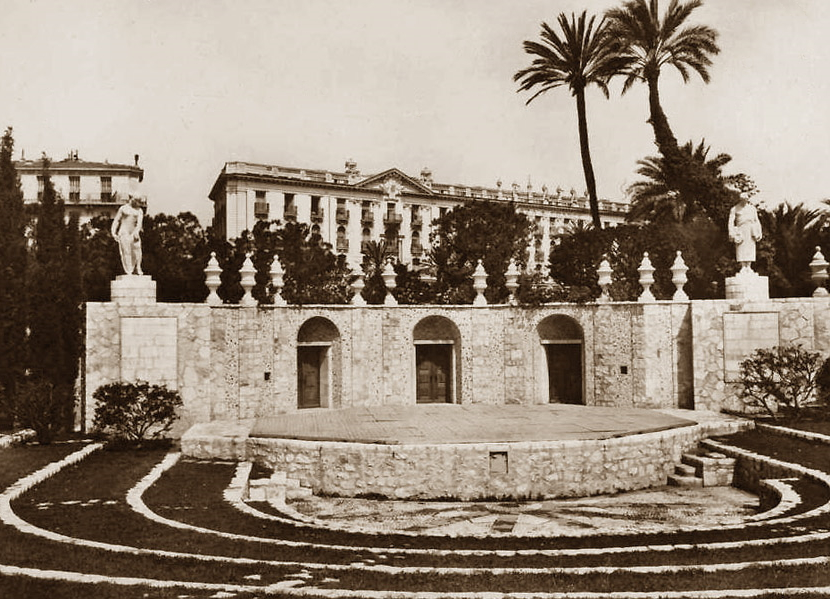
Statues La danse et La tragédie, théâtre de verdure, jardin Albert-Ier, Nice (statues monumentales, 1947).
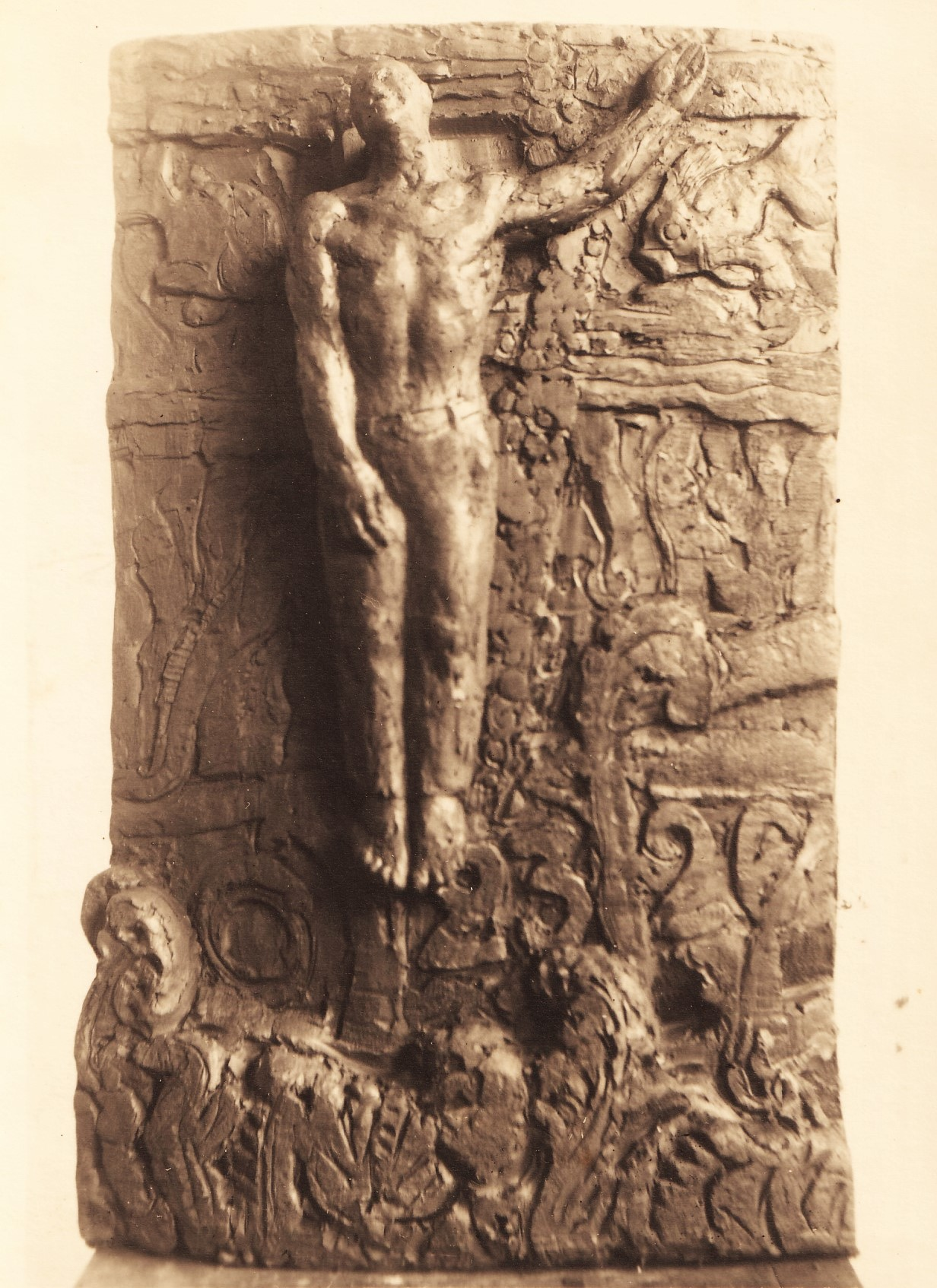
Projet d'un monument aux victimes du sous-marin U-2326, Toulon (esquisse en argile, 1947).
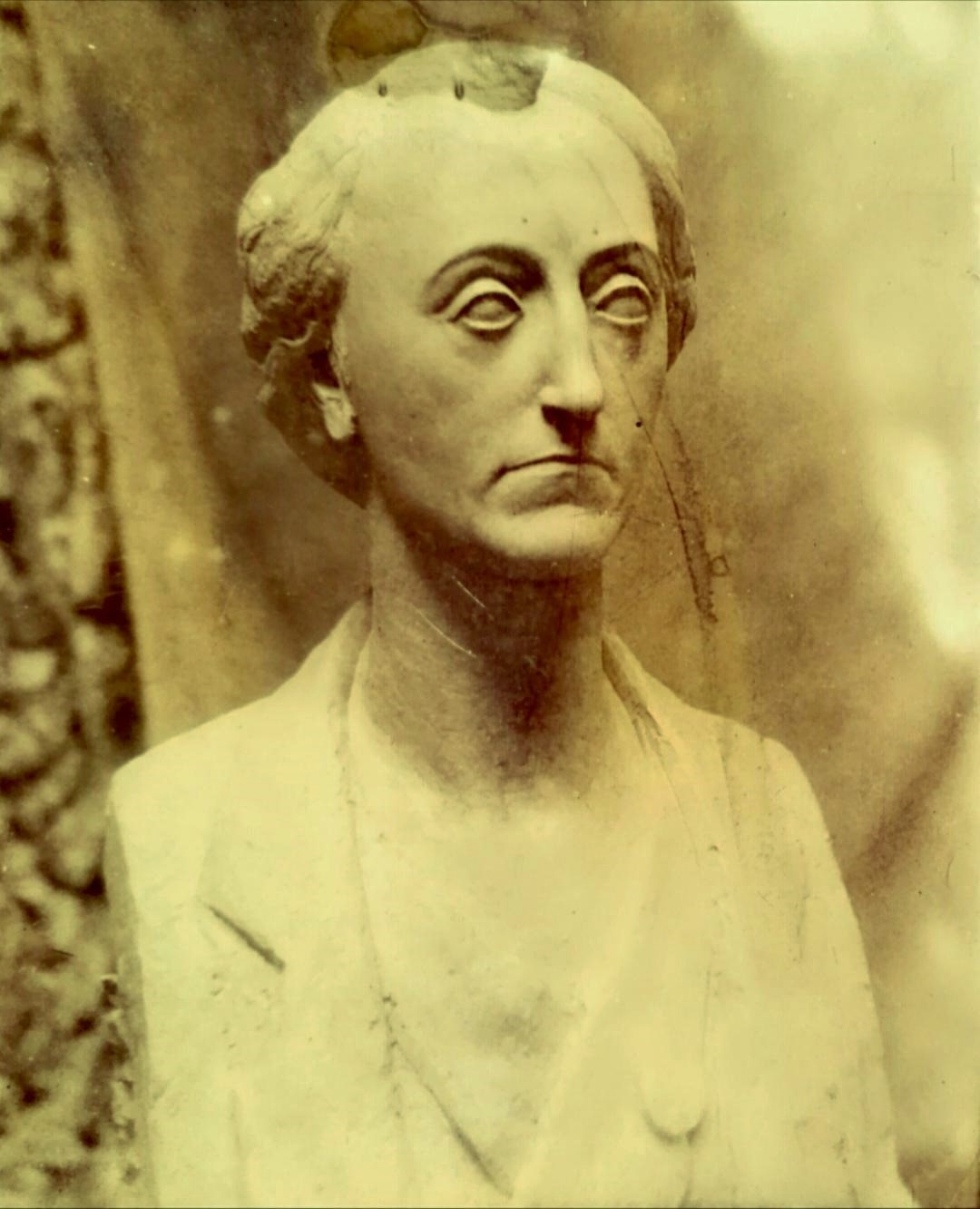
Buste d'Émilie Morel, La Martre (maquette en plâtre, 1947).
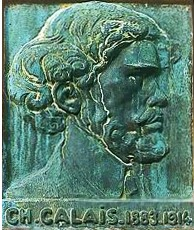
Bas-relief dédié à Charles Calais, Nice (bronze, 1948).
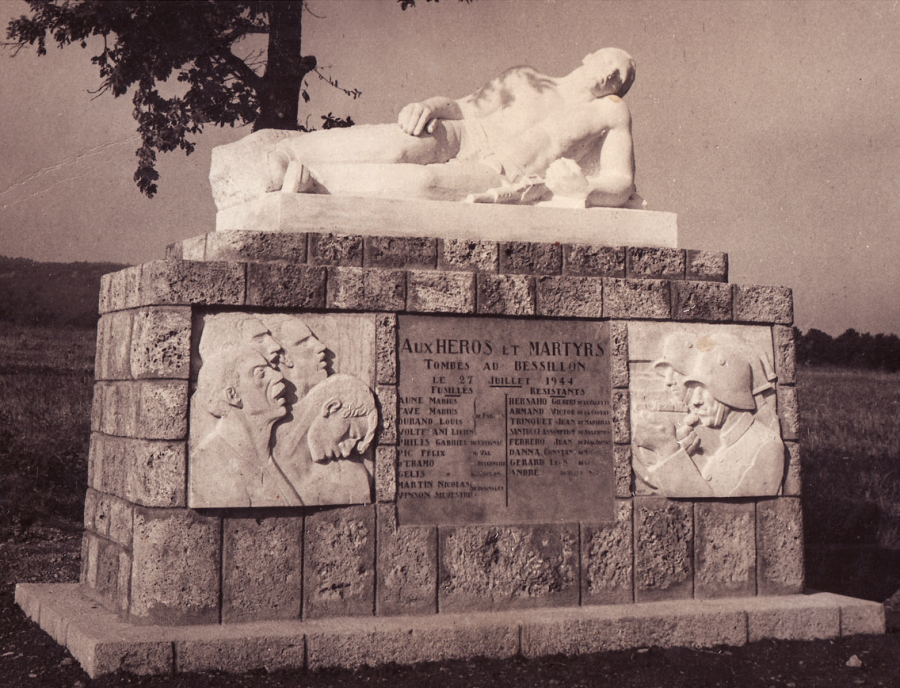
Monument aux héros et martyrs du Bessillon à Pontevès (vue générale, 1949).
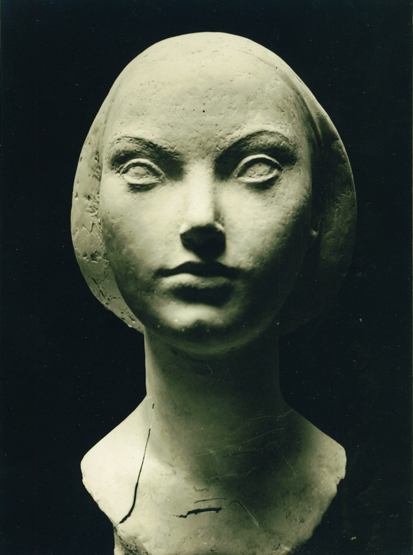
Tête de jeune femme (maquette en plâtre, 1950).
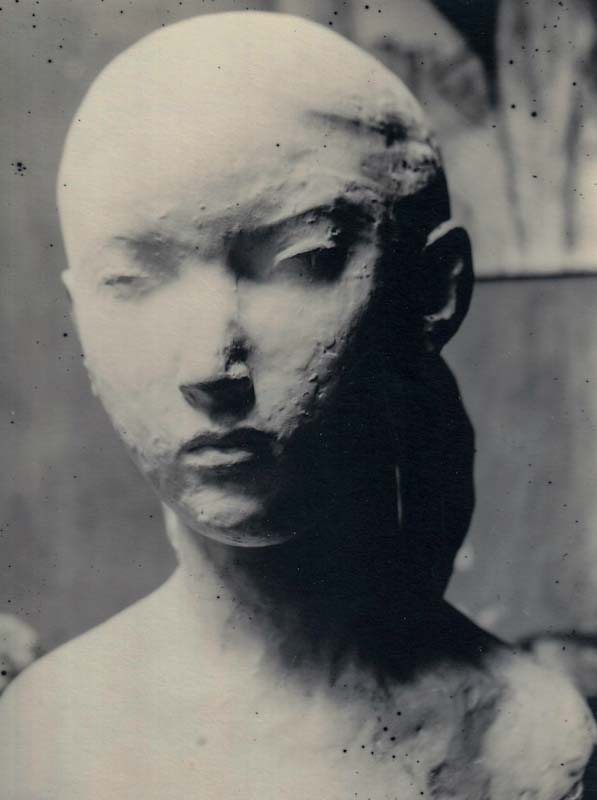
Mademoiselle Nadia (maquette en plâtre, 1952).
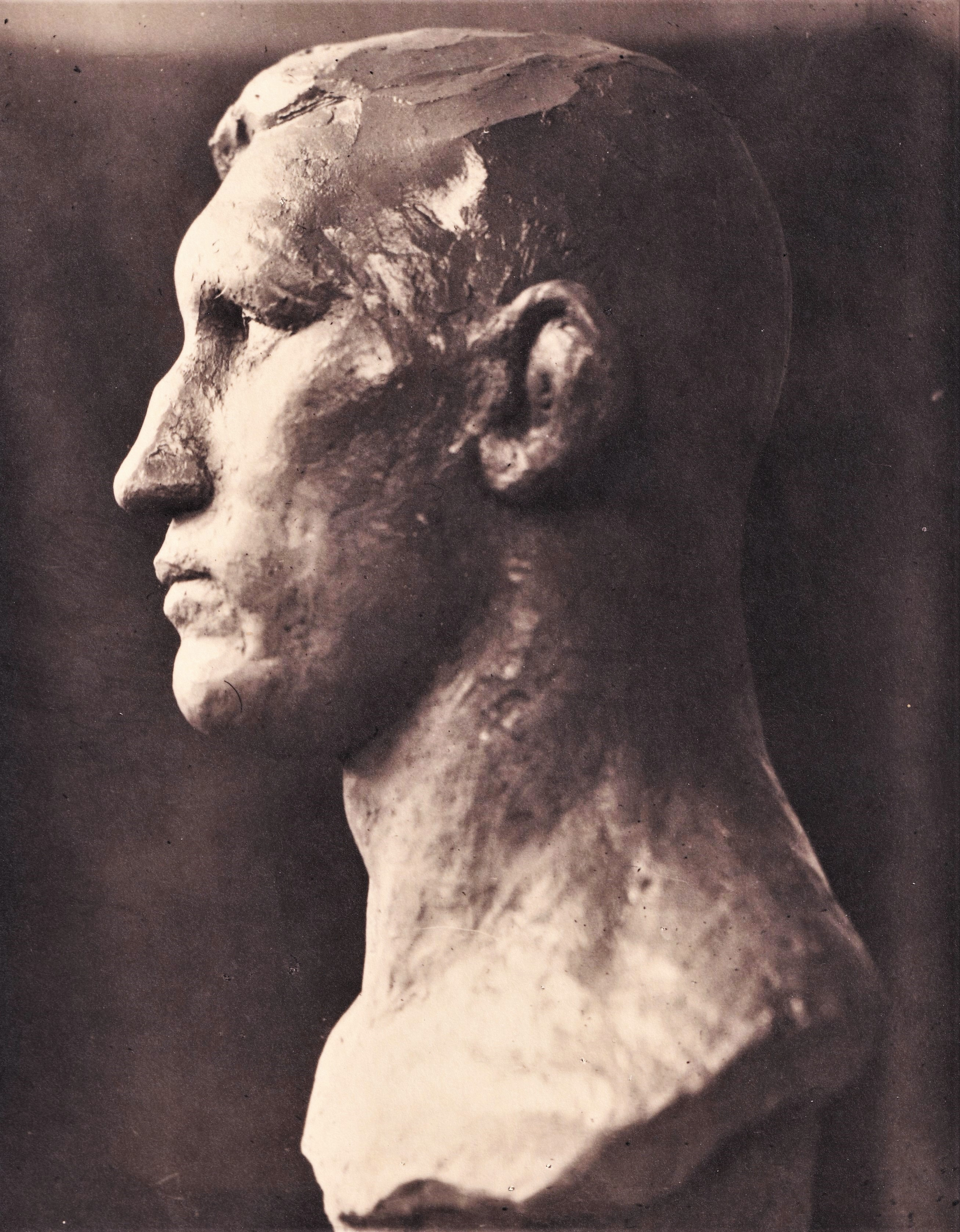
Tête de boxeur (maquette en plâtre, 1952).
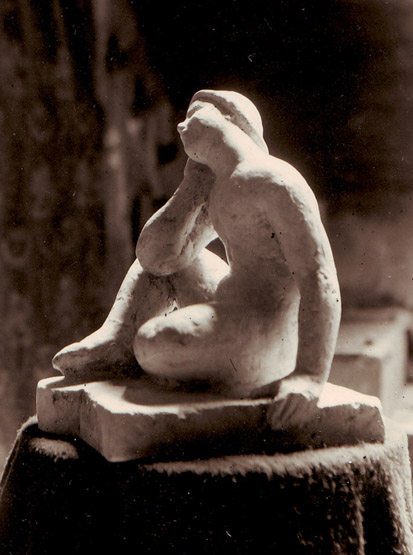
Femme assise (maquette en plâtre, 1953).
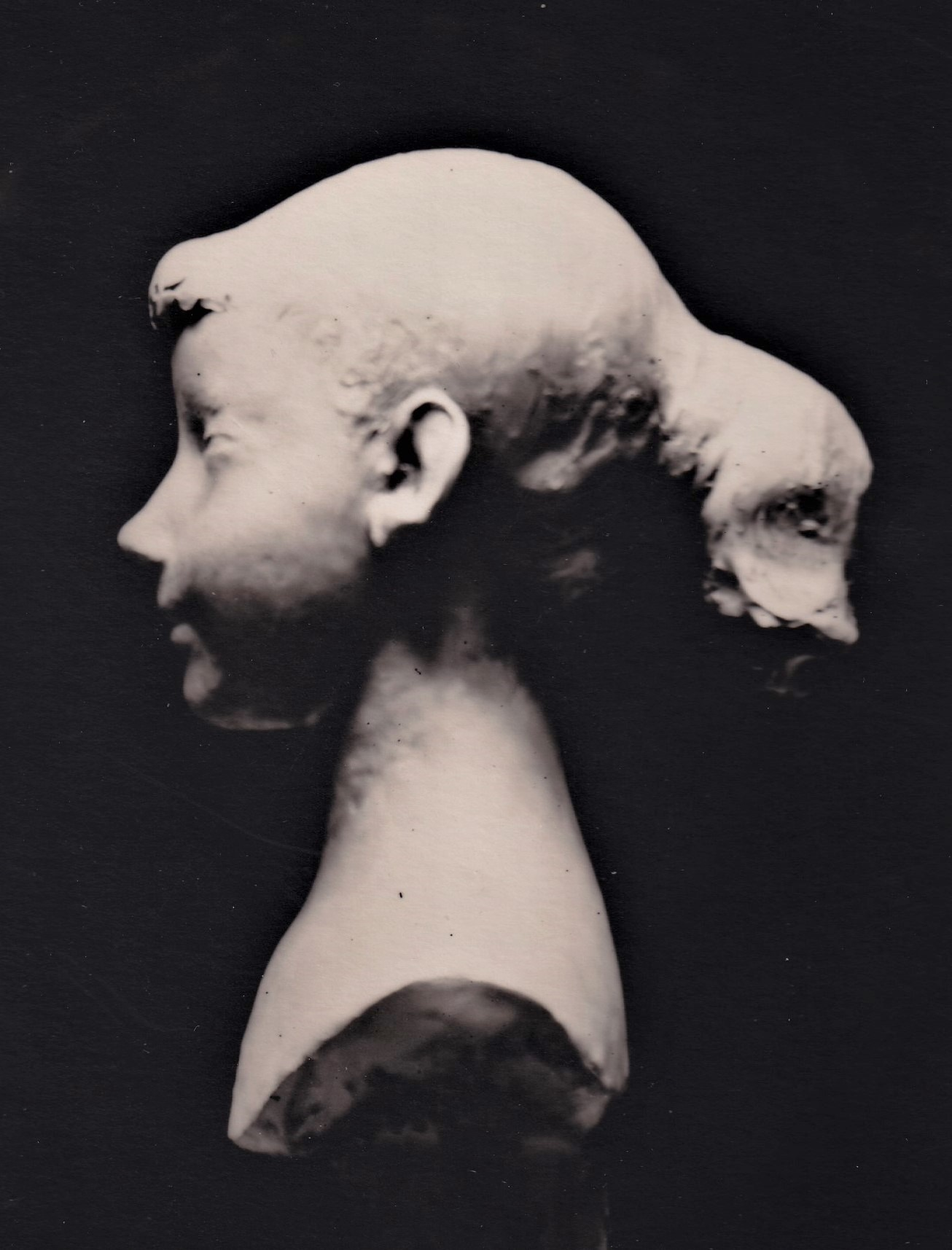
Tête d'enfant (maquette en plâtre, 1954).
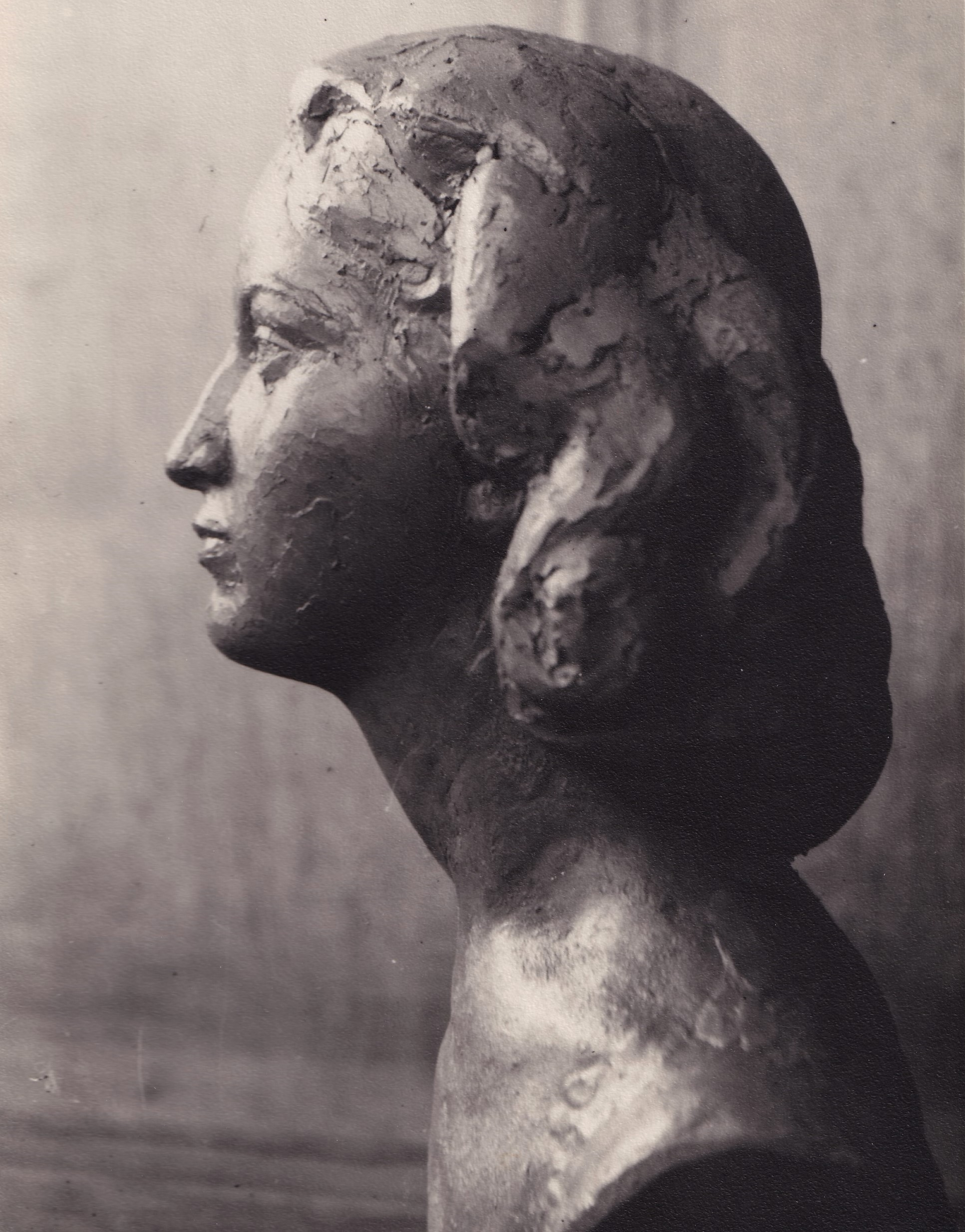
Madame Giauffer (buste en bronze, 1954).
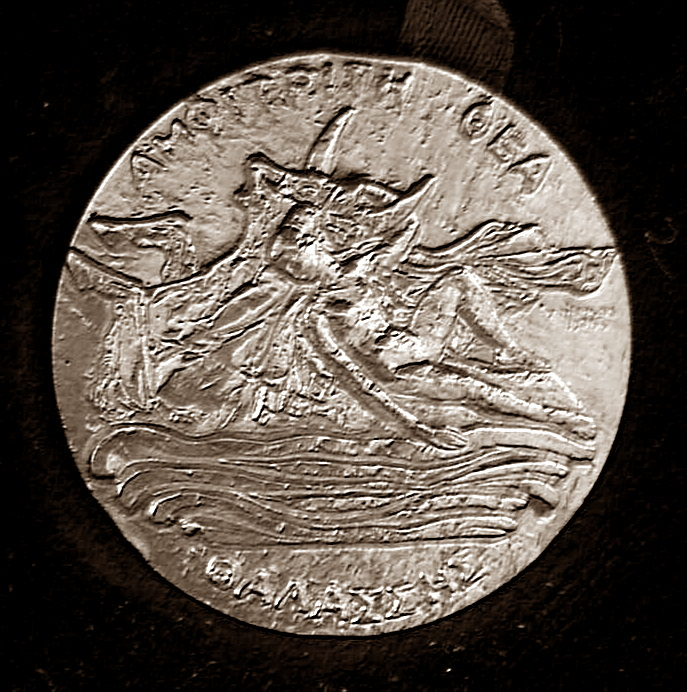
Médaille de la ville de Toulon (or 18 carats, édition de la Monnaie de Paris, 1964).